# Dar Kammoun
Le Dar Kammoun (arabe : دار كمون) est l'une des anciennes demeures de la médina de Sfax.

## Localisation
Le Dar Kammoun se trouve dans la partie nord-ouest de la médina, sur la rue du cheikh Tijani, connue aussi sous le nom de Zuqaq Al Dhhab (زقاق الذهب, littéralement « allée d'or »). Cette rue est considérée comme l'une des plus prestigieuses de toute la médina au XIXe siècle. Elle est proche du Dar Laadhar et du Dar Khemakhem.

## Histoire
La demeure est l'une des rares datant du XIXe siècle à avoir gardé son architecture originale.
En 2016, Pierre Gassin la convertit en un centre culturel et associatif spécialisé dans l'art de la photographie et lui donne le nom de « Palais de la photographie ». Le centre organise régulièrement des expositions photographiques et offre ses salles aux amateurs et professionnels de la photographie. De plus, il comporte une bibliothèque photographique ouverte au public. Le projet est co-financé par le ministère tunisien de la Culture dans le cadre de la désignation de Sfax comme capitale arabe de la culture et le centre Iris à Paris. Afin d'assurer la durabilité du projet, le Palais de la photographie conclut un partenariat avec l'agence Signatures-Maison des photographes de Paris, qui se charge de la distribution des œuvres produites, et les gains sont utilisés pour l'entretien du centre et le financement de ses activités.